# Sidney Haughton
Sidney Henry Haughton (ur. 7 maja 1888 w Bethnal Green, zm. 24 maja 1982 w Londynie) – brytyjski paleontolog i geolog. 

## Życiorys
Jest najstarszym z trójki dzieci Henry Charles Haughton i Alice Aves. Sławę dało mu odkrycie dinozaura Melanorozaura.

## Publikacje
- The stratigraphic history of Africa south of the Sahara
- The geology of the country around Mossel bay, Cape Province
- The geology of portion of the coastal belt near the Gamtoos valley, Cape Province
- Results of an investigation into the possible presence of oil in Karroo rocks in parts of the Union of South Africa
- Geological history of Southern Africa
- Trans-Karroo excursion
- The Australopithecine fossils of Africa and their geological setting
- The stratigraphic history of Africa south of the Sahara
- The stratigraphic history of Africa south of the Sahara
- The geology of some ore deposits in southern Africa